# 何か言い忘れたようで
『何か言い忘れたようで』（なにかいいわすれたようで）は、因幡晃のファーストアルバムである。

## 収録曲
作詞・作曲:因幡晃（B-6は秋田県民謡） 編曲:萩田光雄／クニ河内（M-3・7）

### Side:A
1. 貴方のいない部屋
2. 別涙
3. 夏
「わかって下さい」のB面曲。
4. サンデー・モーニング
「別涙」のB面曲。
5. おぼえていますか
「わかって下さい (フランス語盤)」のB面曲。
6. S.Yさん
当時学生だった尾崎豊のカバー曲の１つ。

### Side:B
1. わかって下さい
2. 一年前の雨
3. 夏にありがとう
4. アパートの鍵
5. つかまえててよ
6. 秋田長持唄

## 発売履歴
| 発売日         | 販売元                       | 規格 | 規格品番   | 備考             |
| -------------- | ---------------------------- | ---- | ---------- | ---------------- |
| 1976年6月25日  | ディスコメイトレコード       | LP   | DSF-4002   |                  |
| 1986年12月21日 | Vap                          | LP   | 30198-28   | 再発             |
| 1986年12月21日 | Vap                          | CD   | 32-80043   | 初CD化           |
| 1996年3月21日  | ポニーキャニオン / AARD-VARK | CD   | PCCA-00921 | CD選書           |
| 2008年1月23日  | ビクターエンタテインメント   | CD   | VICL-62741 | 紙ジャケット仕様 |